# Stimmkreis Neuburg-Schrobenhausen
Der Stimmkreis Neuburg-Schrobenhausen ist ein Stimmkreis in Oberbayern. Er wurde 2011 neu geschaffen und umfasst den Landkreis Neuburg-Schrobenhausen. Vom Landkreis Pfaffenhofen an der Ilm gehören der Markt Hohenwart sowie die Gemeinden Gerolsbach und Scheyern dazu. Bei der Landtagswahl vom 14. Oktober 2018 umfasste der Stimmkreis insgesamt 81.620 Wahlberechtigte.

## Landtagswahl 2023
Zur Landtagswahl 2023 traten folgende Parteien und Direktkandidaten im Stimmkreis Neuburg-Schrobenhausen an und erzielten folgende Ergebnisse:
| Nr. | Direktkandidat        | Partei           | Erststimmen in % | Gesamtstimmen in % |
| --- | --------------------- | ---------------- | ---------------- | ------------------ |
| 1   | Matthias Enghuber     | CSU              | 30,1             | 34,7               |
| 2   | Marina Abstreiter     | GRÜNE            | 8,8              | 8,9                |
| 3   | Roland Weigert        | Freie Wähler     | 31,6             | 25,8               |
| 4   | Christin Gmelch       | AfD              | 17,0             | 17,3               |
| 5   | Siegfried Sibinger    | SPD              | 4,3              | 4,6                |
| 6   | Theresa Ley           | FDP              | 2,0              | 2,5                |
| 7   | Rudi Riedelsheimer    | LINKE            | 0,7              | 0,8                |
| 8   | Anton Weigl           | BP               | 1,1              | 1,0                |
| 9   | Holger Geißel         | ÖDP              | 1,2              | 1,3                |
| 10  | Gabriele Käsler       | Die PARTEI       | 0,9              | 0,8                |
| 11  | -                     | Tierschutzpartei | -                | 0,4                |
| 12  | Filomela Varisco-Zinz | V-Partei³        | 0,2              | 0,2                |
| 13  | -                     | PdH              | -                | 0,1                |
| 14  | Eckard Reineke        | dieBasis         | 1,5              | 1,2                |
| 15  | Damian Wilfling       | Volt             | 0,6              | 0,5                |

Das Direktmandat gewann Roland Weigert von den Freien Wählern.

## Landtagswahl 2018
Das Gebiet des Stimmkreises blieb im Vergleich zu 2013 unverändert; er erhielt aber die neue Nummer 125. Der bisherige Stimmkreisabgeordnete Horst Seehofer (CSU) trat nicht mehr zur Wahl an.
| Direktkandidat          | Partei               | Erststimmen in % | Gesamtstimmen in % | Veränderung gegenüber 2013 |
| ----------------------- | -------------------- | ---------------- | ------------------ | -------------------------- |
| Matthias Enghuber       | CSU                  | 34,6 %           | 39,2 %             | −20,6 %                    |
| Andreas Fischer         | SPD                  | 5,4 %            | 5,8 %              | −8,8 %                     |
| Roland Weigert          | Freie Wähler         | 28,7 %           | 21,4 %             | +11,3 %                    |
| Karola Schwarz          | GRÜNE                | 10,1 %           | 11,1 %             | +5,9 %                     |
| Michael von Gumppenberg | FDP                  | 3,0 %            | 3,4 %              | +1,6 %                     |
| Gabriele Nava           | Die Linke            | 2,0 %            | 2,2 %              | +0,4 %                     |
| Christian Ferstl        | BP                   | 2,5 %            | 2,6 %              | +0,2 %                     |
| Franz Hofmaier          | ÖDP                  | 1,0 %            | 1,1 %              | −0,3 %                     |
| Reinhold Deuter         | PIRATEN              | 0,5 %            | 0,4 %              | −1,2 %                     |
| Christina Wilhelm       | AfD                  | 11,1 %           | 11,4 %             | +11,4 %                    |
| -                       | LKR                  | -                | 0,0 %              | 0,0 %                      |
| -                       | mut                  | -                | 0,1 %              | +0,1 %                     |
| -                       | Die Humanisten       | -                | 0,1 %              | +0,1 %                     |
| Christian Blei          | Die PARTEI           | 0,9 %            | 0,8 %              | +0,8 %                     |
| -                       | Gesundheitsforschung | -                | 0,1 %              | +0,1 %                     |
| -                       | Tierschutzpartei     | -                | 0,3 %              | +0,3 %                     |
| -                       | V-Partei³            | -                | 0,1 %              | +0,1 %                     |

Neben dem erstmals direkt gewählten Stimmkreisabgeordneten Matthias Enghuber (CSU) wurde der FW-Kandidat Roland Weigert über die Bezirksliste seiner Partei in den Landtag gewählt.

## Landtagswahl 2013
Die Landtagswahl am 15. September 2013 hatte im Stimmkreis untenstehendes Ergebnis. Die Wahlbeteiligung lag bei 65,0 %. Das Direktmandat wurde vom damaligen Ministerpräsidenten Horst Seehofer gewonnen. Bei der Landtagswahl vom 15. September 2013 umfasste der Stimmkreis insgesamt 80.148 Wahlberechtigte.
| Direktkandidat        | Partei       | Erststimmen in % | Gesamtstimmen in % | Veränderung gegenüber 2008 |
| --------------------- | ------------ | ---------------- | ------------------ | -------------------------- |
| Horst Seehofer        | CSU          | 61,5             | 59,8               | + 12,3                     |
| Horst Winter          | SPD          | 12,5             | 14,6               | + 1,7                      |
| Peter von der Grün    | Freie Wähler | 10,4             | 10,1               | - 8,5                      |
| Rupert Ebner          | GRÜNE        | 5,7              | 5,2                | - 1,7                      |
| Wolfgang Schmidt      | FDP          | 1,6              | 1,8                | - 4,3                      |
| Roland Keller         | Die Linke    | 1,9              | 1,8                | - 1,3                      |
| Franz Hofmaier        | ÖDP          | 1,1              | 1,4                | + 0,0                      |
| Ulrike Schecklmann    | REP          | 0,9              | 1,0                | - 0,0                      |
| Christian Salvermoser | BP           | 2,4              | 2,4                | + 1,2                      |
| kein Direktkandidat   | BüSo         | X                | 0,0                | + 0,0                      |
| kein Direktkandidat   | Die Freiheit | X                | 0,1                | + 0,1                      |
| Reinhold Deuter       | PIRATEN      | 1,8              | 1,8                | + 1,8                      |

## Landtagswahl 2008 (Umgerechnet)
Um trotz der Änderung von Stimmkreisgebieten einen Vergleich zwischen den regionalen Stimmanteilen bei den Landtagswahlen 2008 und 2013 zu ermöglichen, stellt der Landeswahlleiter eine Umrechnung des Ergebnisses von 2008 auf den Gebietsstand von 2013 her. Für den Stimmkreis Neuburg-Schrobenhausen in seiner aktuellen Abgrenzung hätten sich 2008 folgende Stimmanteile ergeben:
| Partei       | Erststimmen in % | Gesamtstimmen in % |
| ------------ | ---------------- | ------------------ |
| CSU          | 46,1             | 47,5               |
| SPD          | 12,9             | 12,9               |
| GRÜNE        | 6,5              | 6,9                |
| Freie Wähler | 19,6             | 18,6               |
| FDP          | 6,4              | 6,1                |
| REP          | 1,0              | 1,0                |
| ödp          | 1,6              | 1,3                |
| BP           | 1,4              | 1,3                |
| BüSo         | 0,0              | 0,0                |
| BB           | 0,0              | 0,0                |
| LINKE        | 3,2              | 3,1                |
| VIOLETTE     | 0,1              | 0,1                |
| NPD          | 1,1              | 1,1                |